# Rabab Uhadi
Rabab Uhadi –en árabe, رباب أوهادي– (nacida el 15 de diciembre de 2002) es una deportista marroquí que compite en taekwondo. Ganó una medalla de bronce en los Juegos Panafricanos de 2019 en la categoría de –49 kg.

## Palmarés internacional
| Juegos Panafricanos | Juegos Panafricanos | Juegos Panafricanos | Juegos Panafricanos |
| Año                 | Lugar               | Medalla             | Categoría           |
| ------------------- | ------------------- | ------------------- | ------------------- |
| 2019                | Rabat (Marruecos)   | Medalla de bronce   | –49 kg              |